# Atarashii Gakko!
Atarashii Gakko! (estilizado como ATARASHII GAKKOǃ), também conhecido no Japão como Atarashii Gakkou no Leaders (japonês : 新 し い 学校 の リ ー ダ ー ズ; "New School Leaders"), é um grupo feminino japonês performático de canto e dança formado em 2015. O grupo musical é afiliado à ASOBISYSTEM.
Atarashii Gakko! estreou no Japão em junho de 2017 pela distribuidora Victor Entertainment com o single Dokubana. O grupo estreou mundialmente em janeiro de 2021 pela distribuidora 88rising com o single NAINAINAI.

## Integrantes
| Nome                     | Data de nascimento (idade)       | Local de nascimento |
| ------------------------ | -------------------------------- | ------------------- |
| MIZYU (Ishii Mizuki)     | 22 de dezembro de 1998 (26 anos) | Tóquio              |
| RIN (Nagasawa Rin)       | 11 de setembro de 2001 (23 anos) | Saitama             |
| SUZUKA (Kanazawa Suzuka) | 29 de novembro de 2001 (23 anos) | Osaka               |
| KANON (KImura Kanon)     | 18 de janeiro de 2002 (23 anos)  | Gunma               |

## Discografia

### Músicas
| #  | Título                                                     | Data de lançamento      | Desempenho nas paradas musicais (Oricon) | Álbuns                                                                 |
| -- | ---------------------------------------------------------- | ----------------------- | ---------------------------------------- | ---------------------------------------------------------------------- |
| 1  | Gakkou Ikeya (学校行けやあ゛)                              | 13 de maio de 2017      | —                                        | Single avulso                                                          |
| 2  | Dokubana (毒花)                                            | 7 de junho de 2017      | 84                                       | Maenarawanai                                                           |
| 3  | Kimiwaina'17 (キミワイナ'17)                               | 25 de outubro de 2017   | 190                                      | Maenarawanai                                                           |
| 4  | Koi no Shadanki feat.H ZETTRIO (恋の遮断機 feat.H ZETTRIO) | 23 de janeiro de 2018   | —                                        | Maenarawanai                                                           |
| 5  | Saishujinrui (最終人類)                                    | 28 de fevereiro de 2018 | —                                        | Maenarawanai                                                           |
| 6  | Ookami no Uta (狼の詩)                                     | 29 de agosto de 2018    | 142                                      | Wakage Gaitaru                                                         |
| 7  | Mayoeba Totoshi (迷えば尊し)                               | 12 de dezembro de 2018  | —                                        | Wakage Gaitaru                                                         |
| 8  | Koi Geba (恋ゲバ)                                          | 6 de fevereiro de 2019  | —                                        | Wakage Gaitaru                                                         |
| 9  | OTONABLUE (オトナブルー)                                   | 30 de abril de 2020     | —                                        | Ichijikikoku                                                           |
| 10 | Que Sera Sera (ケセラセラ)                                 | 15 de maio de 2020      | —                                        | Maningen                                                               |
| 11 | Koibumi (恋文)                                             | 22 de maio de 2020      | —                                        | Maningen                                                               |
| 12 | NAINAINAI                                                  | 20 de janeiro de 2021   | —                                        | Single avulso                                                          |
| 13 | Freaks (com Warren Hue)                                    | 2 de março de 2021      | —                                        | Single avulso                                                          |
| 14 | Pineapple Kryptonite                                       | 21 de setembro de 2021  | —                                        | SNACKTIME                                                              |
| 15 | WOO! GO!                                                   | 15 de abril de 2022     | —                                        | Single avulso                                                          |
| 16 | BABY [Amazon Original] (com Seiho)                         | 27 de julho de 2022     | —                                        | Exclusivo da Amazon Music                                              |
| 17 | HANAKO                                                     | 31 de outubro de 2022   | —                                        | Single avulso                                                          |
| 18 | The Edge                                                   | 24 de fevereiro de 2023 | —                                        | Single avulso                                                          |
| 19 | Janaindayo                                                 | 22 de março de 2023     | —                                        | Ichijikikoku                                                           |
| 20 | Maningen (マ人間)                                          | 9 de agosto de 2023     | —                                        | Maningen                                                               |
| 21 | Tokyo Calling                                              | 20 de outubro de 2023   | —                                        | AG! Calling                                                            |
| 22 | Toryanse (とおりゃんせ)                                    | 26 de janeiro de 2024   | —                                        | AG! Calling                                                            |
| 23 | Hello                                                      | 9 de fevereiro de 2024  | —                                        | The Tiger's Apprentice (Music from and Inspired by the Motion Picture) |
| 24 | Ghostbusters: Frozen Summer                                | 6 de março de 2024      | —                                        | Música para o filme Ghostbusters: Frozen Empire                        |

### Álbuns
| # | Título                        | Data de lançamento  | Desempenho nas paradas musicais (Oricon) |
| - | ----------------------------- | ------------------- | ---------------------------------------- |
| 1 | Maenarawanai (マエナラワナイ) | 20 de março de 2018 | 187                                      |
| 2 | Wakage Gaitaru (若気ガイタル) | 6 de março de 2019  | 140                                      |
| 3 | AG! Calling                   | 7 de junho de 2024  | —                                        |

### EPs
| # | Título                  | Data de lançamento     | Desempenho nas paradas musicais (Oricon) |
| - | ----------------------- | ---------------------- | ---------------------------------------- |
| 1 | SNACKTIME               | 12 de novembro de 2021 | –                                        |
| 2 | Ichijikikoku (一時帰国) | 12 de abril de 2023    | 3                                        |
| 3 | Maningen (マ人間)       | 16 de agosto de 2023   | 7                                        |

### Videoclipes
| Ano  | Título                                                          | Artista                         | Diretor              | Notas                                               |
| ---- | --------------------------------------------------------------- | ------------------------------- | -------------------- | --------------------------------------------------- |
| 2015 | Kamu to Funyan tofubeats Remix (噛むとフニャン tofubeats Remix) | Atarashii Gakko!                |                      | Videoclipe 360 ° colaborativo com Fit's e Tofubeats |
| 2016 | Gakkou Ikeya (学校行けやあ゛)                                   | Atarashii Gakko!                | Yukihiro Morigaki    | Canção do comercial para Koikeya                    |
| 2017 | Dokubana (毒花)                                                 | Atarashii Gakko!                | Masatoshi Takizawa   |                                                     |
| 2017 | Kimiwaina'17 (キミワイナ'17)                                    | Atarashii Gakko!                | Masatoshi Takizawa   |                                                     |
| 2018 | Koi no Shadanki feat.H ZETTRIO (恋の遮断機 feat.H ZETTRIO)      | Atarashii Gakko! e H Zettrio    | Masatoshi Takizawa   |                                                     |
| 2018 | Saishujinrui (最終人類)                                         | Atarashii Gakko!                | Masatoshi Takizawa   |                                                     |
| 2018 | Ookami no Uta (狼の詩)                                          | Atarashii Gakko! e H Zettrio    | 2BOY e Ryo Ichikawa  |                                                     |
| 2018 | Shoujo Gannen (少女元年)                                        | Urbangarde e Atarashii Gakko!   | Shun Murakami        |                                                     |
| 2018 | Piroti (ピロティ)                                               | Atarashii Gakko!                |                      |                                                     |
| 2019 | Mayoeba Totoshi (迷えば尊し)                                    | Atarashii Gakko!                | Masatoshi Takizawa   |                                                     |
| 2019 | Koi Geba (恋ゲバ)                                               | Atarashii Gakko!                | Masatoshi Takizawa   |                                                     |
| 2019 | Masage Cannavaro (まさ毛カンナヴァーロ)                         | Atarashii Gakko!                |                      |                                                     |
| 2019 | Donimo Tomaranai (どうにもとまらない)                           | Klang Ruler e Atarashii Gakko!  |                      | Versão cover                                        |
| 2019 | Waratteyurushite (笑って許して)                                 | Klang Ruler e Atarashii Gakko!  |                      | Versão cover                                        |
| 2021 | NAINAINAI                                                       | Atarashii Gakko!                | Pennacky             |                                                     |
| 2021 | Freaks                                                          | Atarashii Gakko! e Warren Hue   | Homens Sórdidos $ ah |                                                     |
| 2021 | Pinneaple Kryptonite                                            | Atarashii Gakko!                | Philip G. Atwell     |                                                     |
| 2021 | Intergalatic                                                    | Atarashii Gakko!                |                      | Versão Tributo                                      |
| 2021 | Free Your Mind                                                  | Atarashii Gakko!                | Sayaka Nakane        |                                                     |
| 2022 | WOO! GO!                                                        | Atarashii Gakko!                | Mackenzie Sheppard   | Colaboração com Nike Japão                          |
| 2022 | BABY [Amazon Original]                                          | Seiho e Atarashii Gakko!        | Ran Tondabayashi     |                                                     |
| 2022 | HANAKO                                                          | Atarashii Gakko!                | Sayaka Nakane        |                                                     |
| 2023 | Otonablue (オトナブルー)                                        | Atarashii Gakko!                | Eri Yoshikawa        |                                                     |
| 2023 | Janaindayo (じゃないんだよ)                                     | Atarashii Gakko!                | Sayaka Nakane        |                                                     |
| 2023 | Suki Lie                                                        | Atarashii Gakko!                | Eri Yoshikawa        |                                                     |
| 2023 | Seishun Wo Kirisaku Hado (青春を切り裂く波動)                   | Atarashii Gakko!                | Sayaka Nakane        |                                                     |
| 2023 | Maningen (マ人間)                                               | Atarashii Gakko!                | Eri Yoshikawa        |                                                     |
| 2023 | Tokyo Calling                                                   | Atarashii Gakko!                | Pennacky             |                                                     |
| 2024 | Toryanse (とおりゃんせ)                                         | Atarashii Gakko!                | Mess                 |                                                     |
| 2024 | Ghostbusters: Frozen Summer                                     | Atarashii Gakko!                | Zumi                 | Música para o filme Ghostbusters: Frozen Empire     |
| 2024 | FRDP (ドラ１独走)                                               | Sheena Ringo e Atarashii Gakko! |                      |                                                     |
| 2024 | Fly High                                                        | Atarashii Gakko!                | Yuichiro Saeki       |                                                     |

## Filmografia

### Animação
- As integrantes participaram do programa SNS Police (2018). Seus papeis foramː anônima (Rin) no episódio 1, a mãe de Taguchi (Suzuka) no episódio 3, Gorgonzola (Mizyu) no episódio 5, Puppy (KC) (Kanon) no episódio 5 e Gorilla (Rin) no episódio 6.[11]

### Filme
| Ano  | Título                  | Papel       | Notas                 | Referência(s) |
| ---- | ----------------------- | ----------- | --------------------- | ------------- |
| 2023 | Baby Assassins 2 Babies | Elas mesmas | Participação especial | [ 12 ]        |

### Televisão
| Ano             | Rede               | Título       | Papel        | Notas               | Referência(s) |
| --------------- | ------------------ | ------------ | ------------ | ------------------- | ------------- |
| 2017            | TV Asahi           | Joshu Seven  | Prisioneiras | Cameo no episódio 8 | [ 13 ]        |
| 2018 - presente | NHK Educacional TV | Break!       | Elas mesmas  |                     | [ 14 ]        |
| 2018–2019       | Televisão Kanagawa | Kannai Devil | Elas mesmas  |                     | [ 15 ]        |

### Web
| Ano             | Título                                      | Papel       | Referência(s)        |        |
| --------------- | ------------------------------------------- | ----------- | -------------------- | ------ |
| 2019            | Suzuka's Room                               | Elas mesmas | [ 16 ]               |        |
| 2020            | Record of New School's Strangeness          | Elas mesmas | [ 17 ]               |        |
| 2020 – presente | Seishun Academy                             | Elas mesmas | [ 18 ] [ 19 ] [ 20 ] |        |
| 2021            | Japan Youth Trilogy                         | Elas mesmas | [ 21 ] [ 22 ] [ 23 ] |        |
| 2022            | Music Video VFX Magic With ATARASHII GAKKO! | Elas mesmas | [ 24 ]               |        |
| 2023            | Hee! Hee! Hoo!                              | Elas mesmas | Episódio 1           | [ 25 ] |